# Halenald de Bidun
Halenald de Bidun, también Halneth de Bidun y Haldewald de Bidun (Latín medieval:  Halnacus, c. 1104-1185), fue un noble caballero bretón de la órbita angonormanda, señor de Holkham (Norfolk) durante los reinados de Enrique I de Inglaterra y Esteban de Blois. Hijo de Halenald de Bidun (m. 1159), de Pirton, Hereford.
Halenald era originario de Bidon o La Ville-Bidon, dos localidades de Dol, región de Bretaña donde procedían la mayoría de los «nuevos hombres» de Enrique I de Inglaterra. A finales de la década de 1120, era señor feudal de un grupo de feudos en los alrededores de Lavendon, en Buckinghamshire. Según el Libro Domesday (1086), las tierras pertenecían a Guillermo, chambelán de Godofredo de Montbray, obispo de Coutances, cuando se registraron en el censo como propiedad de Guillermo. El historiador I. J. Sanders consideró que el «honor de Lavendon» probablemente pertenecía a una baronía feudal inglesa, lo que, de ser cierto, convertiría a Halenald en el primer barón de Lavendon. Fue benefactor de la Abadía de Thornton, en Lincolnshire. Como era habitual en las castas nobles, al final de su vida se convirtió en monje. Ingresó en el Priorato de San Andrés, en Northampton, hasta su muerte.

## Herencia
Halenald se casó dos veces: 
Su primera esposa fue Sara, con quien tuvo descendencia:
1. John de Bidun (c. 1130-1180), primogénito,[4][1] quien fue su heredero;[2]
2. Simon de Bidun;
3. Halenald II de Bidun;
4. Trihan de Bidun;
5. Walter de Bidun, (m. 1178, apodado Walter the Clerk). Lord Canciller de Malcolm IV de Escocia y obispo electo de Dunkeld.[4]
6. Alured [Alfred] de Bidun, sacerdote.
7. Amicia de Bidun (c. 1125-?). Esposa de Gerard de Limesay.[5][6][7]

Su segunda esposa fue Agnes, hija de Pain fitzJohn y su esposa Sybil, y que anteriormente había sido esposa de Warin de Munchensy. Sin embargo, Katharine Keats-Rohan concluyó que la cronología de esta reconstrucción era errónea y, en cambio, considera a Agnes, hija de John fitzPayn, como la esposa de Halenald de Bidun, el joven hijo de Halenald el mayor, mientras que atribuye una ascendencia desconocida a Agnes, la segunda esposa de este último.